# 珍妮弗·吉爾伯特
珍妮弗·吉爾伯特（英語：Jennifer Gilbert，1992年2月3日—）是一名出生於加拿大薩斯喀徹溫省的壘球選手，司職外野手，目前效力於國家職業快速壘球聯盟加拿大狂野。她曾隨隊參加2020年夏季奧林匹克運動會壘球比賽，結果獲得銅牌。